# Arma de armónica

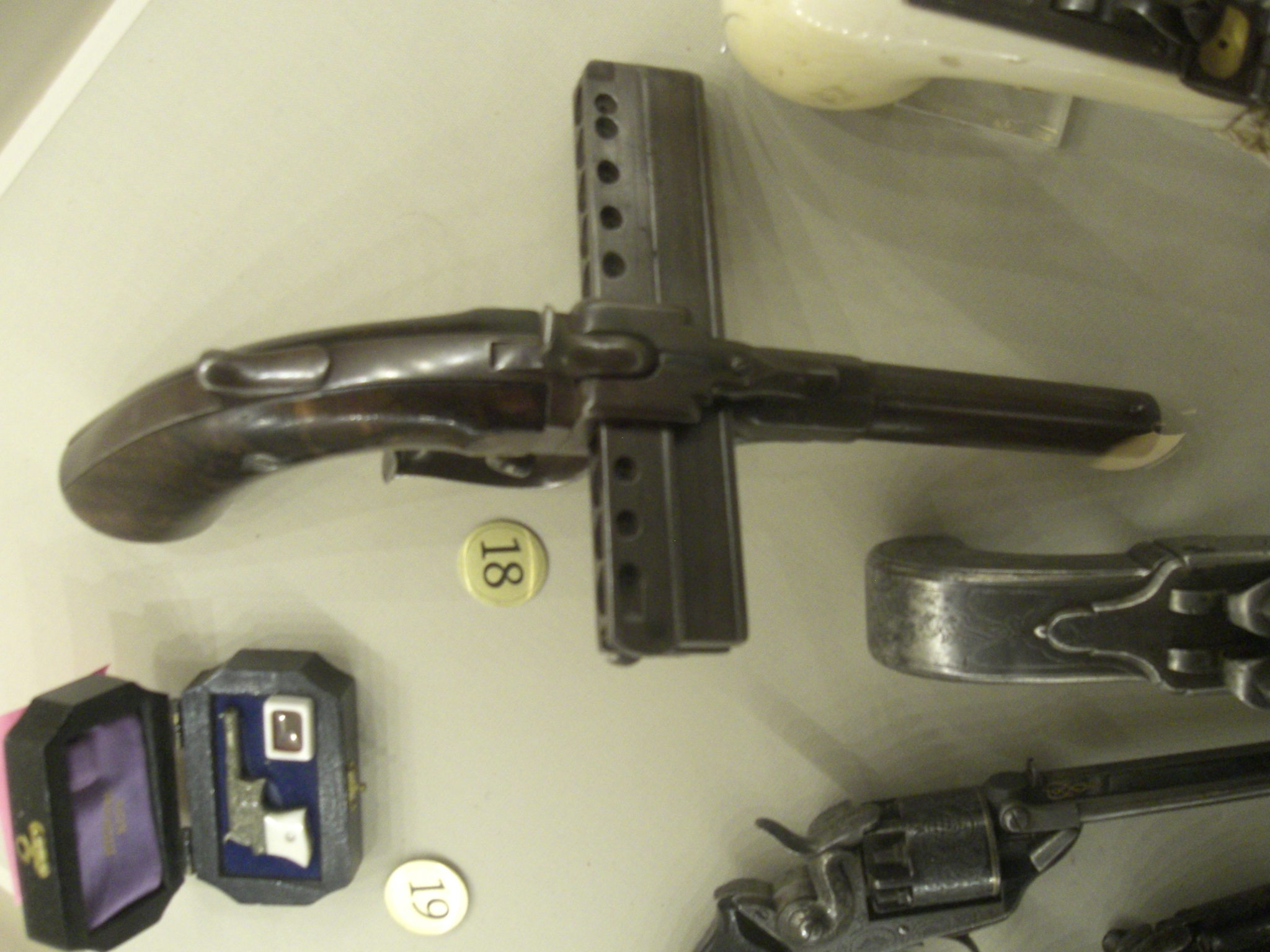
La pistola de armónica de 10 tiros del Museo nacional de las armas de fuego.

El arma de armónica o de recámara deslizante fue un tipo de arma de fuego de retrocarga de la primera mitad del siglo XIX, que era recargada con una barra móvil de acero que contenía una serie de recámaras donde iban las municiones. Recibió este nombre porque la forma y el movimiento de su cargador eran similares a los del instrumento musical.

## Descripción
La mayoría de armas de armónica eran de percusión, aunque se produjeron algunas que disparaban cartuchos de espiga y existen algunos modelos de armas de aire comprimido que emplean este mecanismo. En las de percusión, cada recámara tenía su respectiva chimenea para la cápsula fulminante, además de contener la carga propulsora y la bala. La barra era insertada en una abertura del cajón de mecanismos y podía avanzar al soltar el fiador y empujarla con la mano. Este sistema fue empleado en pistolas, fusiles y carabinas, que podían ser de acción simple o de doble acción.
El primer ejemplar de un arma de armónica probablemente fue construido por el inventor suizo Welten en 1742.
Según Clive Scott Chisholm en Following the Wrong God Home: Footloose in an American Dream, así como Louis A. Garavaglia y Charles G. Worman en Firearms of the American West: 1803-1865, el arma de recámara deslizante fue inventada de forma independiente por un armero mormón llamado Nicanor Kendall en 1838 y el invento de este armero inspiró a Browning para crear sus armas de armónica cuando se mudó al área donde Kendall vivía alrededor de 1840.
En Estados Unidos, el más conocido fabricante de armas de armónica fue Jonathan Browning, padre de John Moses Browning. Desde 1834 en Quincy, Illinois, él empezó a producir armas de armónica y carabinas-revólver más convencionales. Continuó mejorando este sistema después de incorporarse a la Iglesia de Jesucristo de los Santos de los Últimos Días y emigró a Nauvoo, Illinois, para finalmente asentarse en Ogden, Utah.
En 1856, C. G. Terrel patentó un arma de armónica accionada mediante manivela.